# Gabriel Suazo
Gabriel Alonso Suazo Urbina (ur. 9 sierpnia 1997 w Santiago) – chilijski piłkarz występujący na pozycji lewego obrońcy, reprezentant Chile, od 2023 roku zawodnik francuskiego Toulouse.

## Kariera klubowa
Suazo wychowywał się w stołecznym Santiago – początkowo równolegle do futbolu trenował tenis. Jako ośmiolatek dołączył do akademii juniorskiej krajowego giganta – CSD Colo-Colo, zaś w wieku osiemnastu lat został włączony przez szkoleniowca José Luisa Sierrę do pierwszej drużyny. Pierwszy mecz rozegrał w niej w lipcu 2015 z Universidadem de Concepción (3:1) w krajowym pucharze, zaś w chilijskiej Primera División zadebiutował 18 października 2015 w przegranym 0:1 spotkaniu z San Marcos. Był to zarazem jego jedyny ligowy występ w swoim premierowym, jesiennym sezonie Apertura 2015, podczas którego Colo-Colo wywalczyło tytuł mistrza Chile. W tym samym roku jego zespół dotarł również do finału krajowego pucharu – Copa Chile. Pół roku później – w wiosennym sezonie Clausura 2016 – zanotował natomiast wicemistrzostwo Chile, wciąż jako rezerwowy pomocnik.
Regularne występy Suazo zaczął notować dopiero po zmianie trenera – Sierrę zastąpił Pablo Guede, który zapewnił nastolatkowi możliwość częstszej gry. W 2016 roku triumfował z Colo-Colo w Copa Chile, natomiast w sezonie Clausura 2017 – już jako podstawowy gracz środka pola – wywalczył swoje drugie wicemistrzostwo kraju.
Od 2015 roku do 2023 roku  zawodnik Colo-Colo.
16 stycznia 2023 roku za kwotę bez odstępnego przeniósł się do francuskiego Toulouse FC.

## Kariera reprezentacyjna
W styczniu 2017 Suazo został powołany przez Héctora Roblesa do reprezentacji Chile U-20 na Mistrzostwa Ameryki Południowej U-20. Na ekwadorskich boiskach był podstawowym zawodnikiem swojej drużyny – rozegrał trzy z czterech możliwych spotkań (z powodu nadmiaru żółtych kartek pauzował w jednym meczu) w pełnym wymiarze czasowym, lecz jego kadra spisała się znacznie poniżej oczekiwań, zajmując ostatnie miejsce w pierwszej rundzie i nie zakwalifikowała się na Mistrzostwa Świata U-20 w Korei Płd.
W seniorskiej reprezentacji Chile Suazo zadebiutował za kadencji selekcjonera Juana Antonio Pizziego, 2 czerwca 2017 w wygranym 3:0 meczu towarzyskim z Burkina Faso.